# 蒙扎和布里安扎省
蒙扎和布里安扎省 （義大利語：Provincia di Monza e della Brianza），是意大利伦巴第大区中的一个省，于2004年建立，2009年生效。面積為 405.49 km² ，以及擁有 850,321的人口（2011年普查）。

## 图集

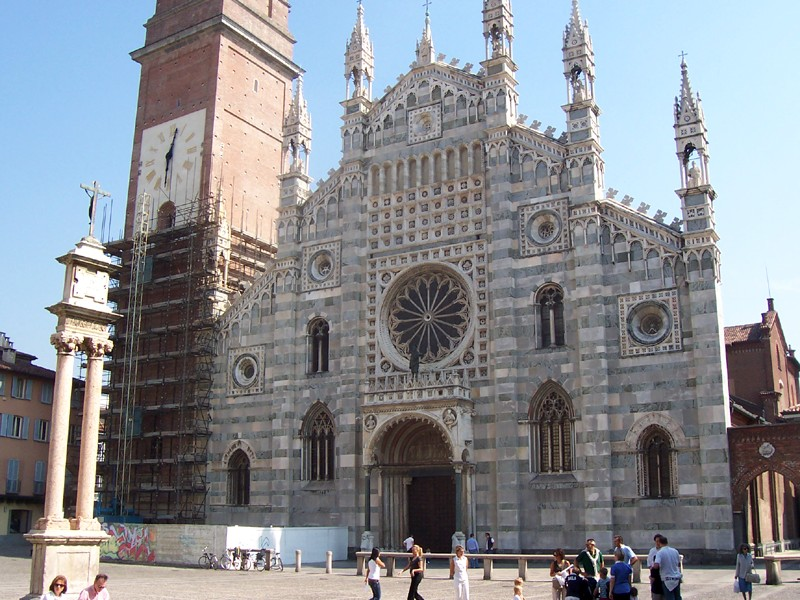
蒙扎
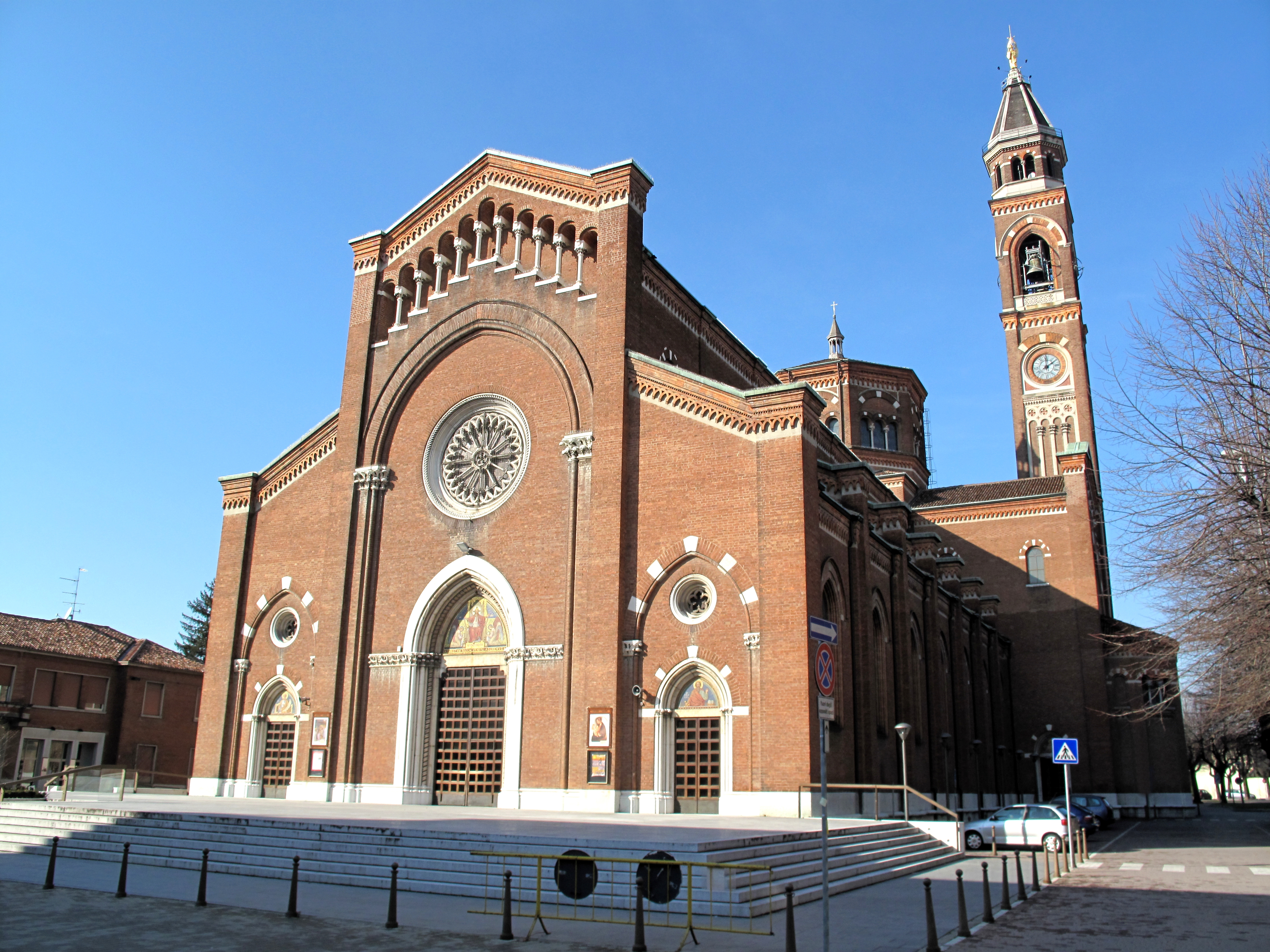
利索内
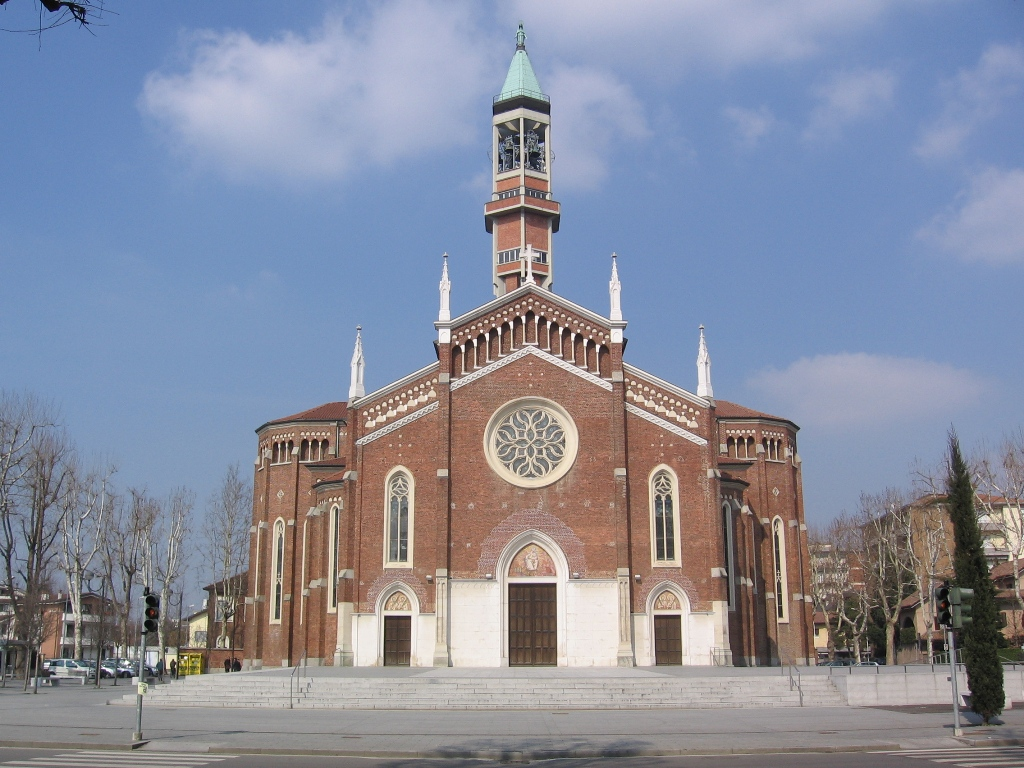
塞雷尼奥
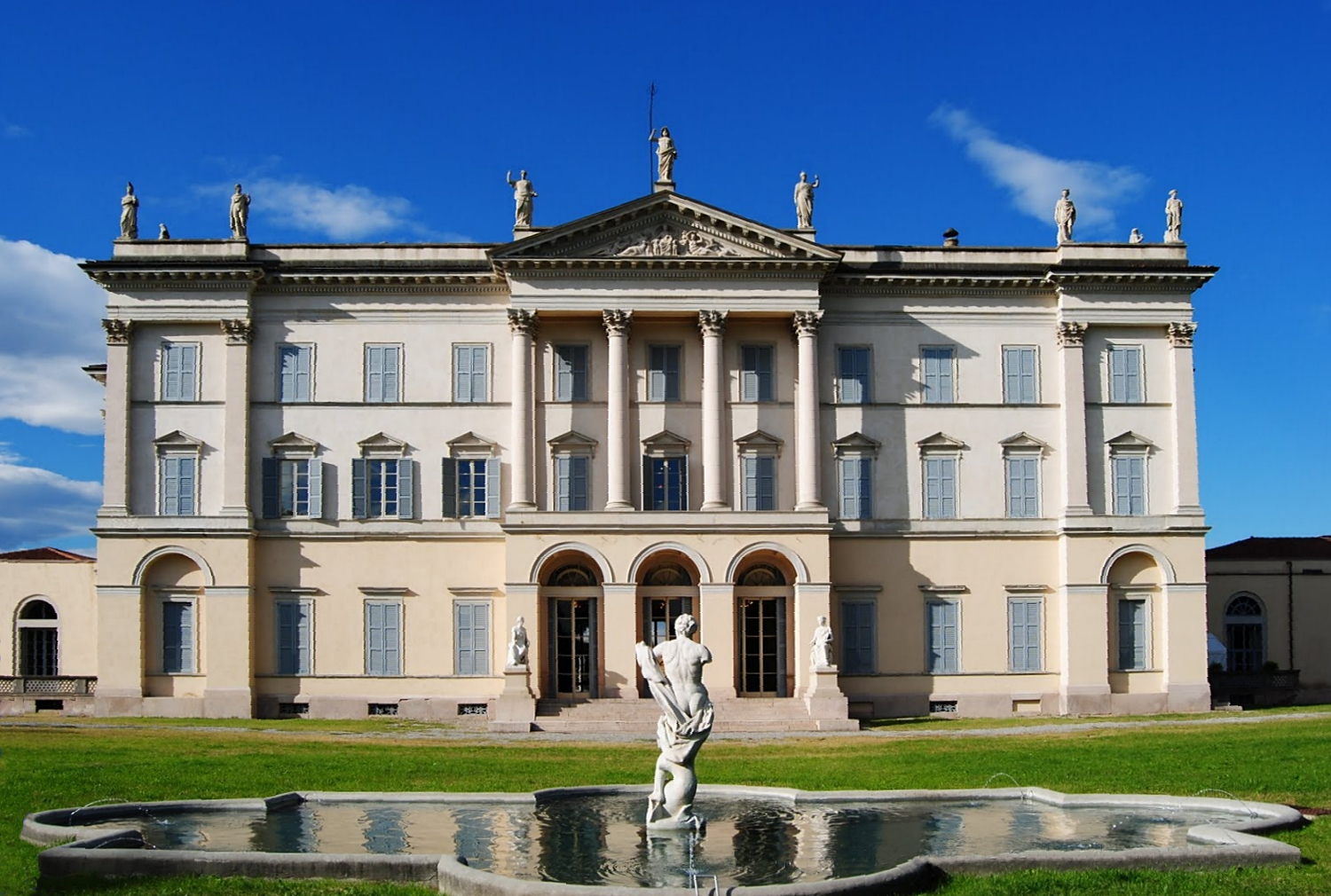
代西奧
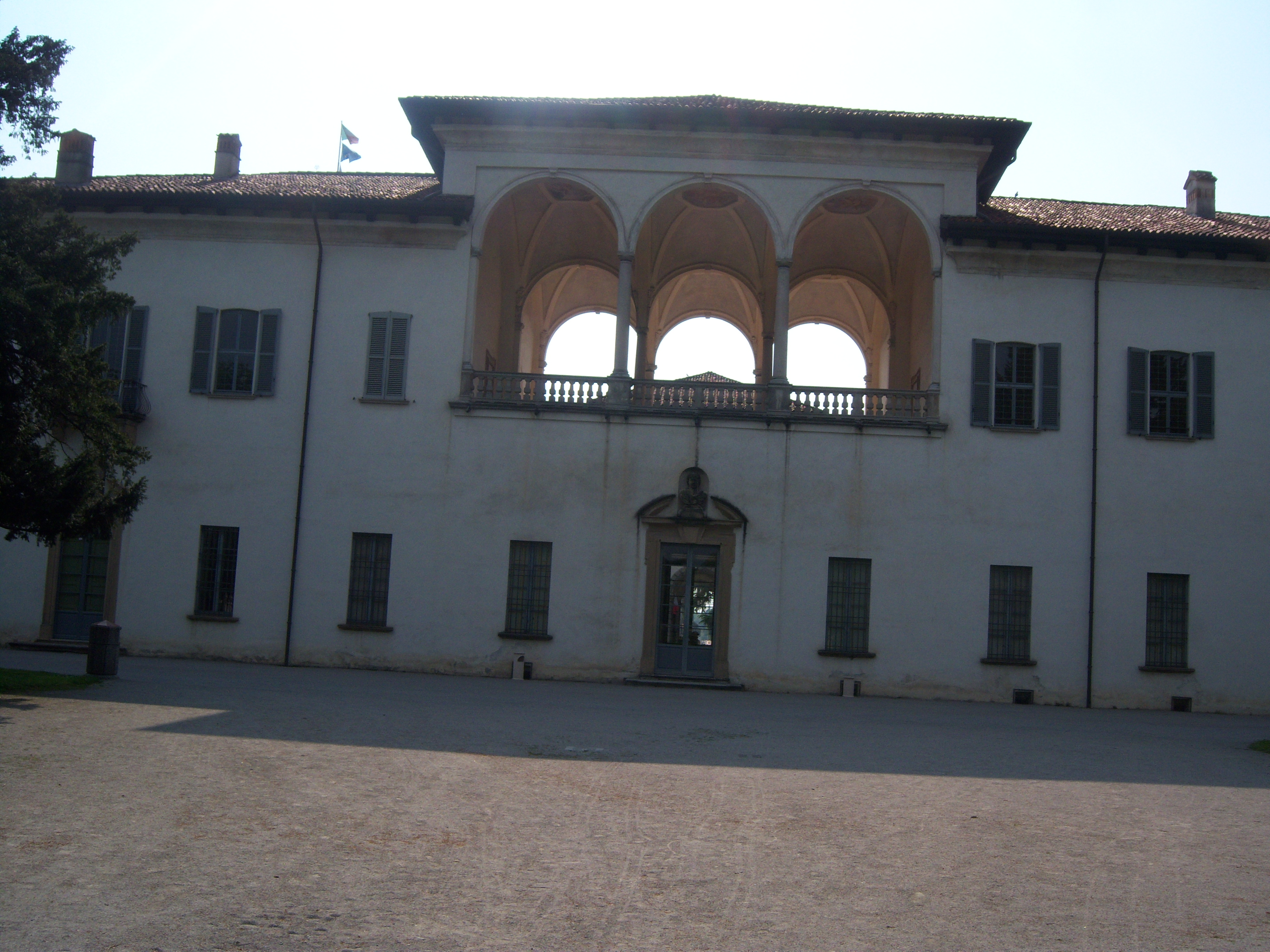
切萨诺马代尔诺
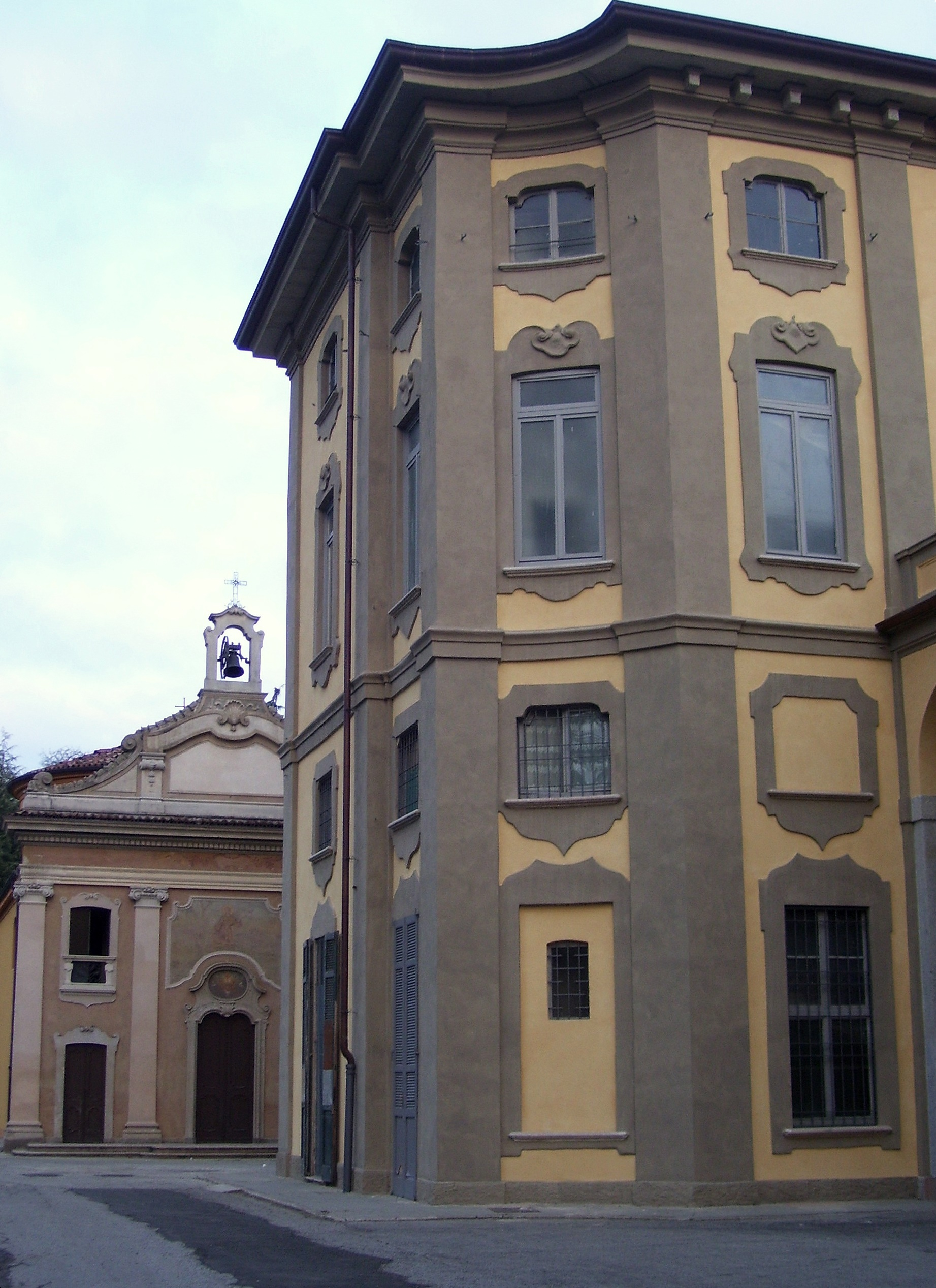
林比亚泰)
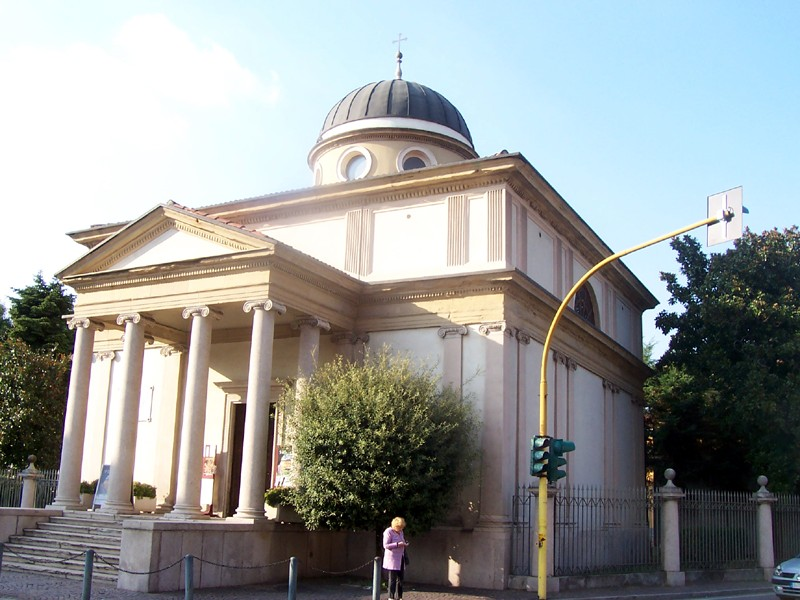
布鲁盖里奥
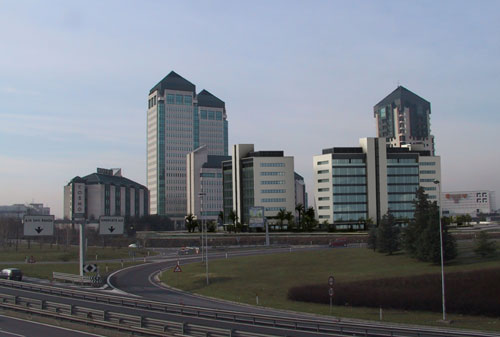
维梅尔卡泰